# Julian Edwards
 (juillet 2022).
Si vous disposez d'ouvrages ou d'articles de référence ou si vous connaissez des sites web de qualité traitant du thème abordé ici, merci de compléter l'article en donnant les références utiles à sa vérifiabilité et en les liant à la section « Notes et références ».
Julian Edwards, né le 11 décembre 1855 à Manchester et décédé le 5 septembre 1910 à New York, est un compositeur anglo-américain de musique lyrique légère qui compose de nombreux spectacles à succès de Broadway pendant l'Ère progressiste. Il tente d'introduire de nouveaux niveaux de sophistication musicale au genre. Certaines de ses chansons sont très populaires à l'époque.

## Biographie

### Les débuts
Julian Edwards est né à Manchester, en Angleterre et étudie à Édimbourg et Londres. Il devient chef d'orchestre à la Carl Rosa Opera Company. Il dirige également au Royal English Opera House, où il rencontre son épouse, la prima donna Philippines Siedle. Il compose un grand opéra, Victorian en 1884, créé au Royal Opera House de Covent Garden. Le livret, de JF Reynolds-Anderson, est tiré d'une pièce de Henry Longfellow, The Spanish Student.

### Broadway
Rapidement, Edwards se tourne vers la musique légère. Il s'installe à New York à l'invitation du producteur de Broadway James C. Duff. Il compose d'abord Jupiter (1892), sur un livret de Harry B. Smith, qui sera suivi de 17 autres comédies musicales.
Son premier grand succès est  Madeleine, or the Magic Kiss (1893). C'est sa première collaboration avec le dramaturge et parolier Stanislas Stange, avec qui il travaille sur plusieurs autres projets. Ils connaîtront plus tard un succès encore plus grand avec Brian Boru (1896), un « opéra romantique irlandais » inspiré de la vie d'un roi médiéval irlandais.
Parmi ses nombreuses compositions, citons Jolly Musketeer (1898), Princess Chic (1900), Dolly Varden (1902), When Johnny Comes Marching Home (1902), Love's Lottery (1904), The Gay Musician (1908, livret et lyrics d'Edward Siedle and Chas. J. Campbell), The Motor Girl (1909) et The Girl and the Wizard (1909). Love's Lottery est spécialement écrit pour la cantatrice allemande Ernestine Schumann-Heink, qui l’interprète 50 fois.
Certaines des chansons Edwards avec le parolier Stanislas Stange ont été publiés comme des pièces indépendantes. Leur chant patriotique My Own United States extrait de When Johnny Comes Marching Home, atteint une popularité particulière. Parmi les vedettes de l'époque qui ont travaillé avec lui, citons Lillian Russell, Jefferson De Angelis, Della Fox, Christie MacDonald, et Lulu Glaser.

### Autres œuvres

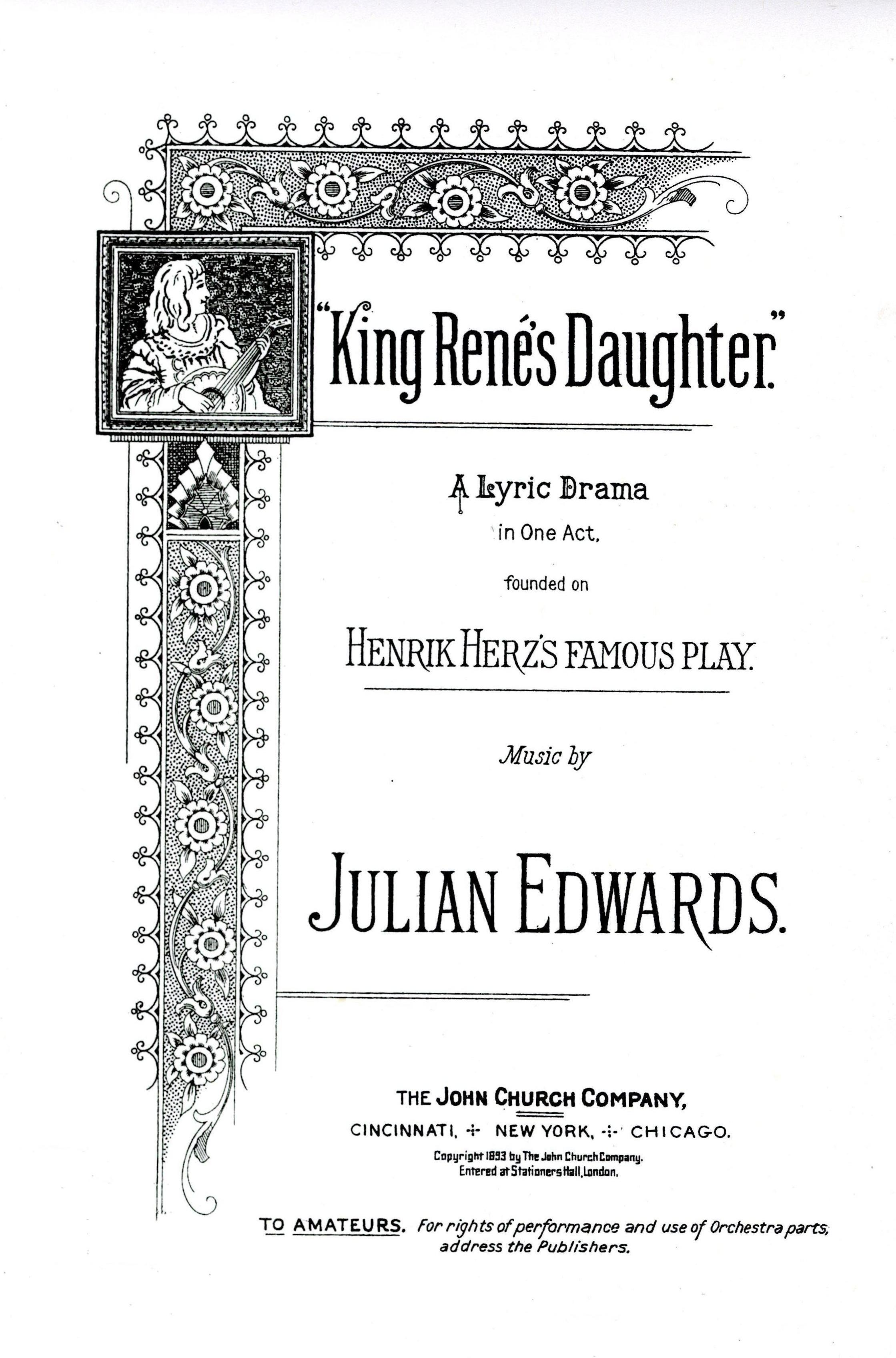
Partition de King René's Daughter

Tout en écrivant ses spectacles de Broadway, Edwards a continue à travailler sur des morceaux plus graves. Il adapte la pièce King René's Daughter (1893), présentée comme un drame lyrique en un acte. Edwards écrit le livret lui-même, à partir d'une traduction anglaise existante. L'opéra a été critiqué au motif que sa musique « se vautre dans Wagner ». Edwards avait eu l'intention de le soumettre pour le prix Sonzogno, mais il a été achevé trop tard. L’œuvre n'a eu qu'un succès très limité.
Edwards compose également The Patriot (1907), un autre grand opéra en un acte, sur un livret de Stange, situé pendant la guerre d'indépendance des États-Unis. Il termine deux grands opéras, Elfinella and Corinne qui ne seront jamais produits. Il est particulièrement fier de ses cantates sacrées The Redeemer et Lazarus. Son oratorio Mary Magdalene se sera jamais achevé.
Il écrit de la musique de scène pour des pièces de théâtre dont Quo vadis, In the Palace of the King, Gringoire, The Wooing of Priscilla, King Robert of Sicily, The Cipher Code, In a Balcony, The Land of Heart's Desire, etc.
Il publie des recueils de chansons, dont Sunlight and Shadow.
Edwards décède d'une insuffisance cardiaque en 1910. L'historien de théâtre Gerald Bordman le décrit comme un compositeur « sérieux mais peu doué ». Son œuvre est bien oubliée de nos jours.

## Œuvres principales

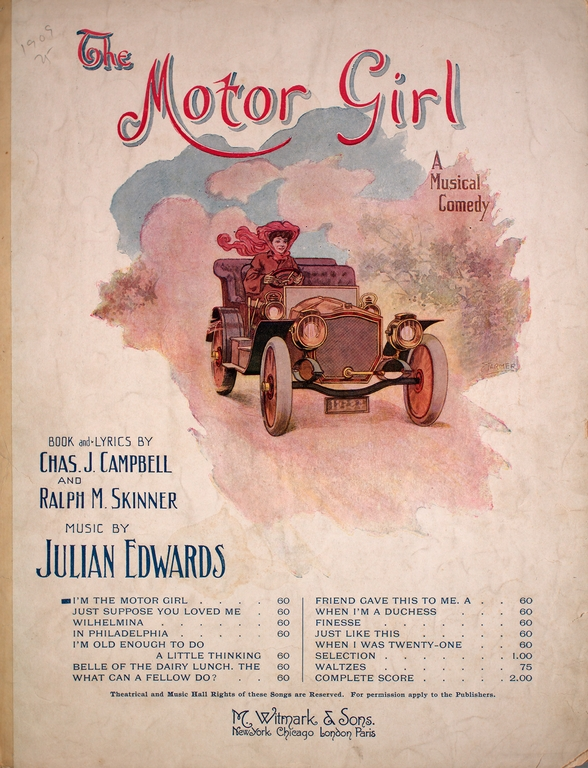
Partition originale de la comédie musicale The Motor Girl.

- Victorian, opéra en 4 actes
- Jupiter, opéra comique en 2 actes
- King René's Daughter', drame lyrique en 1 acte
- Madeleine, opéra comique en 3 actes
- The Goddess of Truth, , opéra comique
- Brian Boru, opéra romantique irlandais en 3 actes
- The Wedding Day, opéra comique en 3 actes
- The Jolly Musketeer, opéra comique en 2 actes
- The Princes Chic, opéra comique en 3 actes
- Dolly Varden, opéra comique en 2 actes
- When Johnny Comes Marching Home, opéra comique en 3 actes
- Love's Lottery, opéra comique en 2 actes
- The Girl and the Governor, opéra comique
- His Honor the Mayor, opéra comique
- The Belle of London Town, opéra comique en 3 actes
- The Patriot, opéra tragique en 1 acte
- The Gay Musician, opéra comique
- The Motor Girl, comédie musicale